# Queco Novell
Francesc Novell i Clausells, más conocido como Queco Novell (Barcelona,  España, 28 de octubre de 1963), es un periodista, actor y humorista español. Es hermano de la actriz Rosa Novell.
Conocido por presentar el noticiario del mediodía de TVE en Cataluña, aceptó la propuesta de Toni Soler de formar parte del programa de radio en RAC 1 Minoría absoluta. Junto a Toni Soler y el resto de los miembros de Minoría Absoluta, ha realizado distintos programas de carácter satírico-político, tanto en la radio como en la televisión. Del último medio cabe destacar, entre otros, programas como 7 de Notícies y Set de Nit, ambos en TV3, canal autonómico catalán. En el ámbito nacional participó en un programa humorístico del mismo estilo, Mire usté en Antena 3, que se emitió pocas semanas debido a los continuos cambios de horario que sufrió y bajas cifras de audiencia.
Tras el final de Minoría absoluta, actualmente Queco aparece cada semana en la sátira política Polònia, que se emite en TV3 los jueves por la noche, imitando a personajes como el presidente de la Generalidad de Cataluña Carles Puigdemont, el expresidente de la Generalidad de Cataluña Pasqual Maragall, el expresidente José Luis Rodríguez Zapatero, el expresidente Mariano Rajoy, el rey Felipe VI y el exministro de Industria, Comercio y Energía y exalcalde de Barcelona Joan Clos, entre otros.
Desde septiembre de 2008 hasta mayo de 2017 participó también en el programa Crackòvia, espacio satírico que, siguiendo la fórmula de Polònia, parodia la actualidad deportiva. Novell interpretó personajes como al expresidente del FC Barcelona, Sandro Rosell, o al actual presidente del club, Joan Laporta, papel que repite en la última temporada de Polònia.

## Premios
- Premio Zapping 2006 como mejor actor por Polònia
- Premio Ondas 2006 al mejor programa de radio de España por Minoría absoluta
- Premio Ciutat de Barcelona 2006 por Minoría absoluta

- Datos: Q8962198
- Multimedia: Queco Novell / Q8962198